# Tomba del Fiore di Loto
La tomba dei Fiori di Loto è una tomba etrusca ubicata nella necropoli dei Monterozzi, a Tarquinia.

## Storia
Edificata nel IV secolo a.C., nel periodo compreso tra il 520 e il 500 a.C., la tomba venne rinvenuta, già violata, nel 1962.

## Descrizione
Situata nella zona della necropoli conosciuta come Calvario, la tomba, identificata con il numero 3698, ha un accesso tramite dromos a gradini che termina in un pianerottolo. La camera sepolcrale, interamente scavata nella roccia, è a pianta rettangolare e priva di banchine. Il soffitto è a doppio spiovente: il columen è dipinto in rosso, mentre gli spioventi presentano una decorazione a fiorellini a quattro petali.
Gli affreschi che decorano la tomba, attribuibili a una bottega ionizzante, sono concentrati per lo più nella zona del timpano della parete di fondo e di ingresso: è dipinto un grosso sostegno per la travatura centrale al cui interno è disegnato un fiore di loto capovolto; l'opera è completata con a destra un leone e a sinistra una pantera, dai colori forti. Il sostegno inoltre poggia su una fascia dai colori azzurro, verde, rosso e bruno, la quale corre lungo tutto il perimetro della tomba, rappresentando l'unico elemento decorativo delle due pareti laterali.